# West Coast Eagles
El West Coast Eagles Football Club és un club professional de futbol australià australià de la ciutat de Perth que disputa l'Australian Football League.

## Palmarès
- Australian Football League: 1992, 1994, 2006
- McClelland Trophy: 1991, 1994, 2006